# Juan Alberto Bustillo
Juan Alberto Bustillo Freire, más conocido como Juan Alberto Bustillo, (San Martín de Porto, 13 de febrero de 1948) fue un futbolista español que jugó de defensa central.

## Carrera deportiva
Bustillo comenzó su carrera como profesional en el Real Club Deportivo de la Coruña jugando su primera temporada con el primer equipo en la 1971-72. En esta temporada jugó sólo 7 partidos y marcó el único gol de toda su carrera, el que supuso el empate contra el Real Betis, en un partido que se jugó el 12 de marzo de 1972. En su segunda temporada disputó 11 partidos y en ella se consumó el descenso de su equipo a Segunda División.
En Segunda tampoco tuvo una participación importante con el club gallego, por lo que tras el descenso del Deportivo a Tercera División ficha por la Unión Deportiva Salamanca de la Primera División.
Tras una temporada como suplente, en su segunda temporada juega 15 partidos, y 25 en su tercera, convirtiéndose a partir de entonces en un jugador indiscutible en el Salamanca. En el Salamanca jugó 7 temporadas, disputando 157 partidos con el club de Castilla y León, siendo el tercer jugador con más encuentros disputados en Primera División en el club charro.
La temporada 1980-81 fue la de su retirada, tras jugar 19 partidos con el Salamanca, en una temporada que quedó marcada por el descenso del Salamanca a Segunda División.
Años después, concretamente en la temporada 1996-97, fue entrenador del Salamanca.

## Clubes
- Real Club Deportivo de la Coruña (1971-1974)
- Unión Deportiva Salamanca (1974-1981)